# Xinzhuang, Tianjin
Xinzhuang (kinesiska: 辛庄, 辛庄镇) är en köping i Kina. Den ligger i storstadsområdet Tianjin, i den norra delen av landet, omkring 16 kilometer sydost om stadens centrum. Antalet invånare är 38 666. Befolkningen består av 16 072 kvinnor och 22 594 män. Barn under 15 år utgör 9,0 %, vuxna 15-64 år 84 %, och äldre över 65 år 5,0 %.